# Liste deutscher Wörter aus dem Japanischen
Die deutsche Sprache hat eine Reihe von Wörtern aus dem Japanischen übernommen.
| Deutsch                          | Japanisch               | Anmerkungen | Ref.          |
| -------------------------------- | ----------------------- | --- | ------------- |
| Anime                            | アニメ                  | von englisch animation | [ 1 ] [ 2 ]   |
| Aikido                           | 合気道                  | wörtlich: Weg des gegenseitigen Anpassens des [Kampf-]geistes | [ 3 ] [ 4 ]   |
| Bonsai                           | 盆栽                    | wörtlich: Topfpflanzung | [ 5 ] [ 6 ]   |
| Bonze                            | 坊主                    | buddhistischer Priester. Übertragen: abfällige Bezeichnung für den Angehörigen einer Elite                                                                                   | [ 7 ] [ 8 ]   |
| Buschido                         | 武士道                  | wörtlich: Weg des Kriegers | [ 9 ] [ 10 ]  |
| Emoji                            | 絵文字                  | Piktogramm (in elektronischen Textnachrichten) | [ 11 ]        |
| Fugu                             | 河豚                    | Kugelfisch | [ 12 ] [ 13 ] |
| Futon                            | 布団                    | Schlafmatratze, die abends auf dem Boden (Tatami) ausgerollt wird | [ 14 ] [ 15 ] |
| Geisha                           | 芸者                    | wörtlich: Person der Künste. Gesellschaftsdame | [ 16 ] [ 17 ] |
| Ginkgo (auch: Ginko)             | 銀杏                    | Baumart, Name geht auf Engelbert Kaempfer zurück. In Japan selbst nach seiner Blattform Icho (Gänsefuß) genannt                                                              | [ 18 ] [ 19 ] |
| Haiku                            | 俳句                    | Spezielle Form der japanischen Kurzpoesie | [ 20 ] [ 21 ] |
| Harakiri                         | 腹切り                  | Bezeichnet den Akt des Sich-den-Bauch-Aufschneidens beim Seppuku. Fälschlicherweise oft mit dem Begriff Seppuku gleichgesetzt und mit „(rituellem) Selbstmord“ wiedergegeben | [ 22 ] [ 23 ] |
| Hentai                           | 変態                    | wörtlich: Abnormität, Perversion |               |
| Hikikomori                       | 引き籠もり              | wörtlich: sich einschließen; gesellschaftlicher Rückzug. Soziales Phänomen: extreme soziale Zurückgezogenheit.                                                               |               |
| Honne                            | 本音                    | wörtlich: ursprüngliche Stimme. Die wahre Absicht, der echte Gedanke dahinter.                                                                                               |               |
| Ikebana                          | 生花                    | wörtlich: lebendige Blumen | [ 24 ] [ 25 ] |
| Judo                             | 柔道                    | wörtlich: sanfter Weg | [ 26 ] [ 27 ] |
| Kaki                             | 柿                      | Kakifrucht, Persimone, Honigapfel |               |
| Kamikaze                         | 神風                    | wörtlich: göttlicher Wind | [ 28 ] [ 29 ] |
| Karaoke                          | カラオケ                | wörtlich: leeres Orchester (空 kara = leer, オケ oke ist die japanische Abkürzung des englischen Wortes orchestra)                                                           | [ 30 ] [ 31 ] |
| Karate                           | 空手（唐手）            | wörtlich: leere Hand. Richtiger Karate (唐手) Chinesische Kampfkunst | [ 32 ] [ 33 ] |
| Karoshi (auch: Karoschi)         | 過労死                  | Tod durch Überarbeiten | [ 34 ]        |
| Kawaii                           | 可愛い                  | niedlich oder süß |               |
| Kimono                           | 着物                    | wörtlich: Sachen zum Anziehen | [ 35 ] [ 36 ] |
| Koi                              | 錦鯉                    | wörtlich: Karpfen | [ 37 ] [ 38 ] |
| Kodokushi                        | 孤独死                  | wörtlich: Tod durch Einsamkeit Problem der 2020er Jahre |               |
| Manga                            | 漫画                    | wörtlich: zwangloses Bild | [ 39 ] [ 40 ] |
| Mikado                           | 帝                      | Kaiser, wörtlich: Die ehrenwerte Pforte. (Der Name des Gesellschaftsspieles war ein Marketing-Gag)                                                                           | [ 41 ] [ 42 ] |
| Ninja                            | 忍者                    | wörtlich: eine Person, die spezielle Späh- und Verteidigungstechniken (忍術, ninjutsu) beherrscht                                                                            | [ 43 ] [ 44 ] |
| Origami                          | 折り紙                  | wörtlich: Papierfalten | [ 45 ] [ 46 ] |
| Reiki                            | 霊気                    | wörtlich: die Aura (rei oder rē=der Geist + ki=die Stimmung) |               |
| Rikscha                          | –                       | Teil des Begriffs 人力車 jinrikisha (wörtlich: Menschen-Kraft-Fahrzeug) | [ 47 ] [ 48 ] |
| Sake                             | 酒                      | wörtlich: Alkohol | [ 49 ] [ 50 ] |
| Samurai                          | 侍                      | wörtlich: Dienender, heutzutage allgemein verwendet für mittelalterliche japanische Krieger (eigentlich Bushi)                                                               | [ 51 ] [ 52 ] |
| Shinkansen                       | 新幹線                  | wörtlich: neue Hauptlinie | [ 53 ]        |
| Shiitake                         | 椎茸                    | wörtlich: Pilz (take), der am Pasania-Baum (shii) wächst |               |
| Schintoismus (auch: Shintoismus) | 神道                    | wörtlich: Weg der Götter | [ 54 ] [ 55 ] |
| Shogun (auch: Schogun)           | 将軍                    | wörtlich: Oberbefehlshaber | [ 56 ] [ 57 ] |
| Soja                             | 醤油                    | bezeichnet eigentlich Sojasauce (shoyu) | [ 58 ] [ 59 ] |
| Sudoku                           | 数独                    | Verkürzung von 数字は独身に限る (Suji wa dokushin ni kagiru), Logikrätsel mit Zahlen                                                                                         | [ 60 ] [ 61 ] |
| Sumo                             | 相撲, auch 大相撲 ozumo | ist eine ursprünglich aus Japan kommende Form des Ringkampfs | [ 62 ] [ 63 ] |
| Surimi                           | 擂り身                  | wörtlich: zermahlenes Fleisch | [ 64 ]        |
| Sushi                            | 寿司 (auch 鮨 und 鮓)   | Reisgerichte, ursprünglich mit gesäuertem Reis | [ 65 ] [ 66 ] |
| Tamagotchi                       | たまごっち              | Wortschöpfung aus tamago „Ei“ und uotchi „Uhr“ (vom englischen „watch“) | [ 67 ] [ 68 ] |
| Tatemae                          | 建前                    | wörtlich: Maskerade. Scheinbare Absicht, die zur Schau gestellt wird. Emotionen werden versteckt.                                                                            |               |
| Tenno                            | 天皇                    | wörtlich: Himmelskaiser | [ 69 ] [ 70 ] |
| Tofu                             | 豆腐                    | Speise aus Sojabohnen | [ 71 ] [ 72 ] |
| Tsunami                          | 津波                    | wörtlich: Hafenwelle | [ 73 ] [ 74 ] |
| Tycoon                           | 大君                    | wörtl. Großer Gebieter, Finanzmagnat | [ 75 ] [ 76 ] |
| Umami                            | うま味                  | wörtlich: guter Geschmack |               |
| Yakuza                           | やくざ                  | Die Bezeichnung für die japanische Mafia geht auf die Zahlenkombination 8-9-3 zurück, die bei einem bestimmten Kartenspiel als völlig wertlos gilt                           | [ 77 ] [ 78 ] |
| Zen                              | 禅                      | Das Sanskritwort Dhyana bedeutet Meditation und wurde ins Chinesische als 禅那 (Chan'na) übernommen.                                                                         | [ 79 ] [ 80 ] |